# خوان دياز (ملاكم)
خوان دياز (بالإسبانية: Juan Díaz)‏ مواليد 17 سبتمبر 1983 في هيوستن، هو ملاكم أمريكي يصنف ضمن فئة وزن خفيف الوسط. حقق بطولة رابطة الملاكمة العالمية وبطولة الاتحاد الدولي للملاكمة وبطولة منظمة الملاكمة العالمية.

## المسيرة الاحترافية
من نزالاته:
- خسر أمام خوان مانويل ماركيز (31-07-2010).
- خسر أمام بولي ماليجناجي (12-12-2009).
- انتصر على بولي ماليجناجي (22-08-2009).
- خسر أمام خوان مانويل ماركيز بالضربة الفنية القاضية (28-02-2009).
- انتصر على أسيلينو فريتاس (28-04-2007).
- انتصر على خوسيه كوتو (08-04-2006).

## إحصائيات
خاض خلال مسيرته 45 نزالا، فاز في 41 وخسر في 4. فاز بالضربة القاضية في 20 نزالا.

## روابط خارجية
- خوان دياز على موقع بوكس ريك (الإنجليزية) (registration required)